# باسم عيد (فلسطيني)
باسم عيد (من مواليد 5 فبراير 1958) هو فلسطيني يعيش في القدس الشرقية ويعلق على الصراع الإسرائيلي الفلسطيني للتلفزيون والإذاعة الإسرائيلية. وقد تمت دعوته للتحدث من قبل العديد من المنظمات المؤيدة لإسرائيل في أمريكا الشمالية، بما في ذلك في الحرم الجامعي.
عمل عيد في البداية مع منظمة بتسيلم، حيث وثق انتهاكات إسرائيل لحقوق الإنسان ضد الفلسطينيين، لكن آراءه غيرت بعد اتفاقيات أوسلو. تركز أبحاثه حاليًا على انتهاكات حقوق الإنسان التي ارتكبتها السلطة الوطنية الفلسطينية والقوات المسلحة الفلسطينية حسب زعمه.
باسم عيد يعارض حق العودة الفلسطيني، ويعارض حل الدولة الواحدة. وفي عام 2023، عارض باسم أيضًا إنشاء دولة فلسطينية وتوقع أن تقوم إسرائيل بضم الضفة الغربية دون منح السكان الفلسطينيين الجنسية الكاملة.

## السيرة
وُلِد عيد في الحي اليهودي في البلدة القديمة في القدس التي كانت خاضعة للحكم الأردني. في عام 1966، قامت الحكومة الأردنية بإجلاء أكثر من 500 عائلة فلسطينية، بما في ذلك عائلة عيد، ونقلتهم إلى مخيم شعفاط للاجئين، دون إبداء سبب واضح. أمضى أول 33 عامًا من حياته في مخيم شعفاط للاجئين التابع لوكالة الأمم المتحدة لإغاثة وتشغيل اللاجئين الفلسطينيين (الأونروا). برز خلال الانتفاضة الأولى وكان باحثًا ميدانيًا بارزًا في منظمة بتسيلم، وهي منظمة غير حكومية تقدم تقارير عن انتهاكات حقوق الإنسان في المناطق الخاضعة للإدارة الإسرائيلية في الضفة الغربية.
ويذكر عيد أن آراءه بدأت تتغير مع تولي زعيم منظمة التحرير الفلسطينية ياسر عرفات السلطة خلال اتفاقيات أوسلو. ويعتقد أن العنف والفساد الذي مارسه عرفات أدى إلى توقف عملية السلام الإسرائيلية الفلسطينية وأنها «ظلت متوقفة لسنوات عديدة».
ويقول عيد إن السبب وراء تبرع الاتحاد الأوروبي وغيره من الأوروبيين لمنظمة بتسيلم هو أن الأوروبيين «يريدون الانتقام من دولة إسرائيل».
وردًا على ذلك، أنشأ عيد منظمته الخاصة لمراقبة انتهاكات حقوق الإنسان التي ترتكبها السلطة الفلسطينية ضد الفلسطينيين. في عام 1996، أسس مجموعة مراقبة حقوق الإنسان الفلسطينية ومقرها القدس، وتم اعتقاله بعد ذلك بفترة وجيزة. وانتهى رسميًا من عمله في المجموعة في أكتوبر 2010.[بحاجة لمصدر]
منذ عام 2003، عمل عيد معلقاً سياسياً مدفوع الأجر في التلفزيون الإسرائيلي، ومنذ عام 2009، عمل معلقاً على السياسة الفلسطينية في إذاعة إسرائيل (ريشت بيت). وفي عام 2016، تولى منصب رئيس مركز أبحاث سياسات الشرق الأدنى.

## حقوق الإنسان والعمل الدعائي
في عام 1997، وصفت صحيفة واشنطن بوست عيد بأنه «ناشط حقوقي معترف به دوليًا».
لقد أمضى 26 عامًا في البحث في سياسات الأونروا وكتب على نطاق واسع حول موضوع إصلاح الأونروا. وهو يدافع ضد حق العودة للاجئين الفلسطينيين.
عيد هو أحد منتقدي حركة المقاطعة وسحب الاستثمارات وفرض العقوبات (BDS). في عام 2021، رفع دعوى قضائية ضد شركة بن آند جيري لإنهاء المبيعات في الضفة الغربية والقدس وغوش عتصيون.
وبحسب موقعه الإلكتروني، فقد سافر على نطاق واسع لإلقاء محاضرات حول الصراع الفلسطيني الإسرائيلي. وفي المملكة المتحدة، قدم بحثه عن الأونروا إلى مؤسسة هنري جاكسون البحثية البريطانية في ديسمبر 2015. وقد ظهر أيضًا كمتحدث في ورشة عمل في المعهد الدولي لمكافحة الإرهاب في هرتسليا، إسرائيل.[بحاجة لمصدر]

## الآراء

### حل الدولتين
وقد ألقى عيد باللوم على الشعب الفلسطيني في تحول الحكومة الإسرائيلية نحو اليمين. خلال حرب غزة، علق عيد لصحيفة ناشيونال بوست بأنه لم يعد يرى حل الدولتين كاحتمال نظرا لسيطرة حماس على غزة وسيطرة عباس على الضفة الغربية. وأضاف أنه يعتقد أن إسرائيل ستضم الضفة الغربية خلال العشرين إلى الثلاثين سنة القادمة. لقد أدان حماس بسبب عملية طوفان الأقصى ضد إسرائيل وانتقد تركيا الأردن لدعمهما لها. في يناير 2024، انتقد عيد القادة الفلسطينيين منذ بداية القرن العشرين لرفضهم جميع عروض الدولة ومعارضتهم المستمرة للسلام.
عيد ضد تقسيم القدس ويؤيد بقاءها مفتوحة أمام جميع الطوائف والأديان. وفيما يتعلق بالأمن، يلقي نتنياهو باللوم على القيادة الفلسطينية في الفشل الذي حدث في قطاع غزة بعد الانسحاب الإسرائيلي، كما أدان حماس في عدة مناسبات. ويعتقد عيد أن غالبية الفلسطينيين في الضفة الغربية يعطون الأولوية للقضايا الاقتصادية على الأرض، ويعتقد أيضًا أن غالبية الفلسطينيين في القدس الشرقية يميلون إلى الحصول على الجنسية الإسرائيلية لمزيد من الحقوق.

### حق العودة الفلسطيني
وفيما يتعلق باللاجئين، يرى عيد أن حق العودة الفلسطيني غير قابل للتطبيق ويعتقد أن الدول الأخرى يجب أن تعيد توطين اللاجئين أو تمنحهم الجنسية، وخاصة الأردن وسوريا. ويلقي عيد باللوم على الدول العربية وليس إسرائيل فيما يتعلق بوضع اللاجئين الفلسطينيين. ويعتقد أن القيادة الفلسطينية تستخدم اللاجئين كأداة سياسية ضد إسرائيل. علاوة على ذلك، فهو يعتقد أن الصهيونية لا تمارس التمييز ضد العرب. وأكد أن السلام يتطلب بناء الثقة، وليس مجرد الاتفاقيات. في عام 2022، صرح عيد لصحيفة «جويش نيوز سينديكيت» أن الثقافة الفلسطينية يتم تدريسها للاحتفال بالظلم بدلاً من السلام مع إسرائيل. وأضاف أن يوم النكبة يديم هذه الدورة من الظلم والكراهية لأنه يشوه التاريخ ووجود إسرائيل.

### حركة المقاطعة وسحب الاستثمارات وفرض العقوبات
وينتقد عيد بشدة حركة المقاطعة وسحب الاستثمارات وفرض العقوبات، متهماً إياها بالإضرار بالفلسطينيين اقتصادياً. وهو ينفي الاتهامات الموجهة لإسرائيل بالفصل العنصري ؛ ويعترف بأن التمييز موجود داخل إسرائيل مثل أي بلد آخر، لكنه لا يتناول تهمة الفصل العنصري في الضفة الغربية. ويعتقد أن الفلسطينيين سيواجهون قمعًا أشد قسوة إذا ما عاشوا في بلدان أخرى في الشرق الأوسط.

## الأعمال المنشورة
ساهم عيد بمقالات تحريرية في منشورات مثل جيروزالم بوست وتايمز أوف إسرائيل. شارك في سلسلة مناظرات الدوحة التي نظمتها مؤسسة قطر في عام 2007 مدافعًا عن الاقتراح «يعتقد هذا المجلس أن الفلسطينيين يجب أن يتخلوا عن حقهم الكامل في العودة».

### المنشورات
- لا قانون ولا عدالة: حقوق الإنسان في الأراضي المحتلة منذ اتفاقيات أوسلو (شارك في كتابته المجموعة الفلسطينية لحقوق الإنسان وبتسيلم، 1996)[29]
- حالة حقوق الإنسان في فلسطين 1: ممارسة التعذيب من قبل السلطة الفلسطينية (1997)[30]
- انتهاكات حرية الصحافة وحرية التعبير (1997)
- الوفيات أثناء الاحتجاز (1997)
- وحشية الشرطة (PHRMG)
- حالة حقوق الإنسان في فلسطين 2 تقرير معمق عن النظام القضائي (1997)[31]
- الاعتقالات غير القانونية والاحتجاز غير القانوني طويل الأمد (PHRMG)

## الجوائز
وقد منحته جمعية الحقوق المدنية في إسرائيل جائزة إميل جرونزويج التذكارية في عام 1992.

## الحياة الشخصية
ويصف عيد نفسه بأنه «فلسطيني فخور نشأ في مخيم للاجئين وأنشأ عائلة كبيرة». اعتبارًا من نوفمبر 2023، يعيش في أريحا، في الضفة الغربية، ويُعرّف نفسه كمسلم.

## وصلات خارجية
- الموقع الرسمي لباسم عيد